# Инаара Ага-хан
Инаара Ага-хан (нем. Inaara Aga Khan; ранее Бегум Инаара Ага-хан нем. Begum Inaara Aga Khan, урождённая Габриэле Ренате Хоме нем. Gabriele Renate Homey, ранее Тиссен  нем. Thyssen, также известная ранее как принцесса Инаара Ага-хан; род. 1 апреля 1963, Франкфурт-на-Майне, Гессен) — немецкая филантропка, вторая жена Ага-хана IV (1936-2025), 49-го  имама низаритской ветви мусульман-исмаилитов шиитского толка; с мая 1998 года по март 2014 года она носила титул Бегум Ага-хан.

## Ранний период жизни
Инаара Ага-хан, урождённая Габриэле Ренате Хомей, — дочь семьи успешных немецких предпринимателей Ренаты Тиссен-Хенне (урождённой Керкхофф) и Хельмута Фридхельма Хомей. В раннем возрасте она взяла фамилию «Тиссен» от своего отчима Бодо Тиссена (члена семьи Тиссен).
После окончания школы Schloss Salem на Боденском озере и школы École des Roches в Нормандии она изучала юриспруденцию в университетах Мюнхена и Кёльна. В 1990 году Инаара с отличием окончила университет, получив докторскую степень по международному праву, защитив диссертацию по германо-американскому торговому праву. В начале своей карьеры, ещё учась в университете, она работала в компании своей матери (в то время крупнейшей в Австрии сети отелей и ресторанов), а затем стала младшим юристом в немецкой юридической фирме.

## Браки и дети

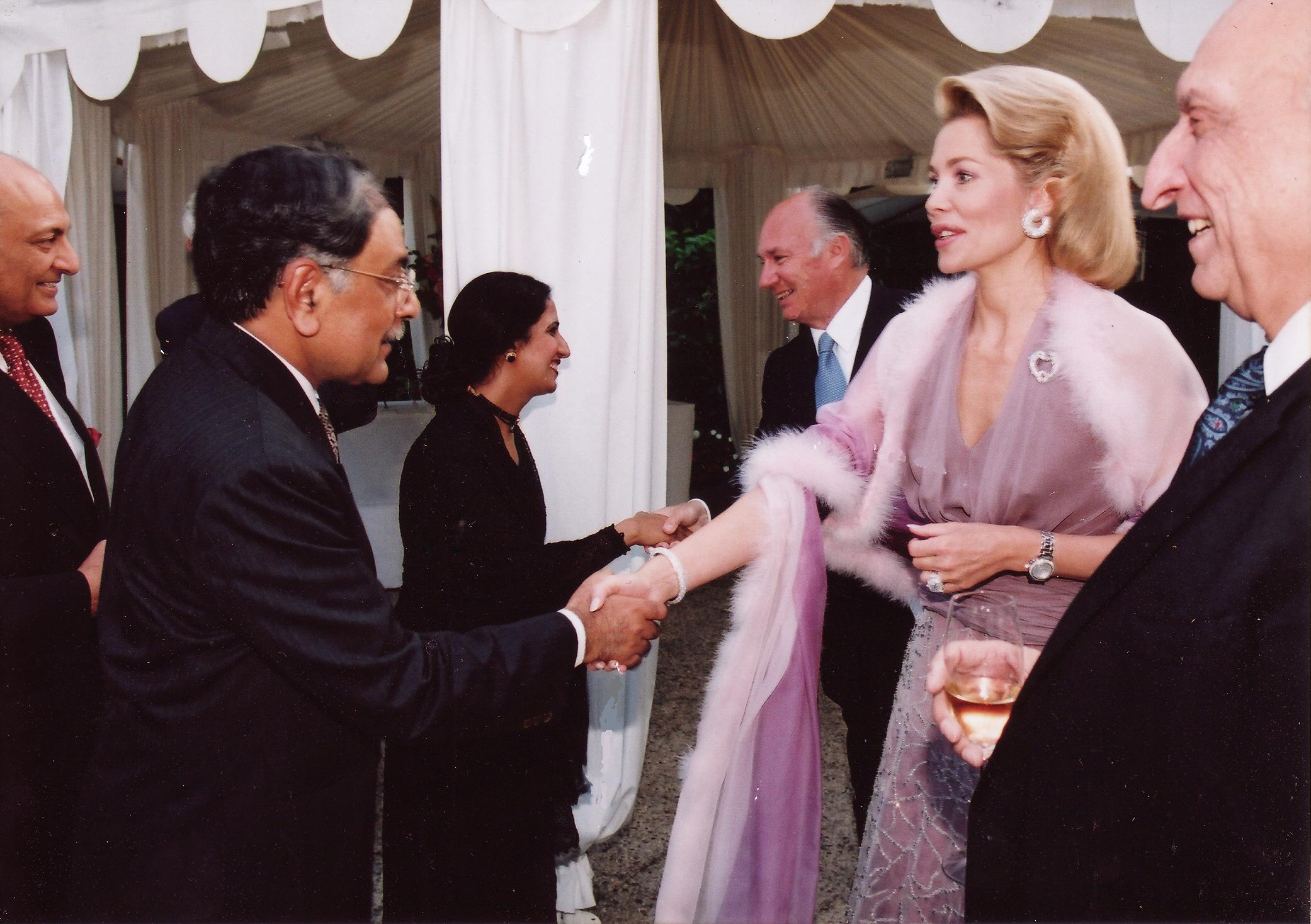
Слева направо: Муса Джавед Чохан, Наэла Чохан, Ага-хан, Бегум Инаара Ага-хан и Сахибзада Якуб-Хан в Париже (2002 год)

В 1991 году в итальянской Венеции она вышла замуж за принца Карла Эмиха Николауса Фридриха Германа цу Лейнингена (род. 1952). От этого брака у неё есть дочь:
- Принцесса Тереза Лейнингенская (родилась 26 апреля 1992 года)

Прервав карьеру в связи с рождением дочери, Инаара стала консультантом ЮНЕСКО в Париже, консультируя по вопросам обеспечения равенства и улучшения условий жизни женщин. Брак принца Карла Эмиха Лейнингенского и Габриэлы Тиссен был расторгнут в начале 1998 года.
В мае 1998 года она вышла замуж за принца Карима Ага-хана (впоследствии Ага-хана IV), 49-го наследного имама низаритской ветви мусульман-исмаилитов шиитского толка, и стала Бегум Ага-хан. Перед её замужеством с Ага-ханом она приняла ислам и супруги совместно выбрали для невесты мусульманское имя «Инаара». Бракосочетание состоялось 30 мая 1998 года в окружённом стеной поместье и замке Ага-хана, Эглемон, в Гувьё, Франция. У неё есть сын:
- Принц Али Мухаммад Ага-хан (родился 7 марта 2000 года).

Однако, чуть более чем через шесть лет после свадьбы - 8 октября 2004 года - было сделано заявление о том, что Ага-хан и Инаара IV собираются подать на развод. В сентябре 2011 года было достигнуто соглашение о разводе, и Инаара должна была получить компенсацию в размере 50 миллионов фунтов стерлингов. Однако соглашение в размере 50 миллионов фунтов стерлингов было оспорено Ага-ханом в высшем суде Франции вскоре после объявления. В результате бракоразводный процесс продолжался, в то время как Ага-хан, как утверждается, оставался в законном браке со своей второй женой. Развод был завершен в марте 2014 года, а окончательная сумма финансового урегулирования не была разглашена.
В апреле 2016 года было объявлено, что часть ювелирной коллекции Инаары будет выставлена на аукционе «Christie's».
Сообщается, что в настоящее время [когда?] она находится в отношениях с председателем правления «Porsche AG».

## Благотворительная деятельность
С 1999 года Инаара поддерживает микрозаймы и проекты развития стран третьего мира через немецкий фонд «Hilfe zur Selbsthilfe». Фонд финансирует микрозаймы семьям и родителям-одиночкам, способствуя самообеспечению и разрыву порочного круга бедности в развивающихся странах, включая Камбоджу, Казахстан, Монголию, Черногорию, Пакистан, Румынию, Таиланд и Вьетнам.
Инаара посвящает время благотворительности, в частности, защите прав женщин, образовательным проектам и улучшению возможностей и условий жизни людей всех вероисповеданий и происхождения в развивающихся странах. В январе 2002 года Инаара стала почётным президентом «Focus Humanitarian Assistance», агентства по реагированию на кризисы, входящего в состав «Aga Khan Development Network» (AKDN) и оказывающего помощь и поддержку во время и после стихийных бедствий и техногенных катастроф, преимущественно в Азии и Африке. В этом качестве Инаара поддержала несколько проектов по репатриации афганских беженцев на родину и восстановлению гражданского общества в Афганистане.
Кроме того, она продолжала вносить вклад в многочисленные проекты ЮНЕСКО, особенно в области благосостояния женщин и детей, например, в проект ЮНЕСКО «Паспорт равенства». Среди прочего, она приняла покровительство над Гала-мероприятием «Невинность в опасности» в 2003 году в Берлине, чтобы помочь жертвам сексуального насилия над детьми.
Вместе со своей матерью и отчимом Эрнстом-Теодором Хенне Инара основала в 2003 году немецкую благотворительную организацию «SOS Projects for People and Animals», чтобы помогать психически больным, инвалидам и травмированным детям с помощью животных, особенно собак, чтобы привнести веселье и радость в жизнь детей и помочь им преодолеть боль и страдания.
С 2004 года Инаара активно участвует в борьбе с эпидемией ВИЧ / СПИДа и поддерживает Немецкий фонд борьбы со СПИДом.
Чтобы эффективнее реагировать на вышеупомянутые гуманитарные программы, Инаара основала в 2004 году зонтичную организацию «Фонд принцессы Инаары». Целью фонда является оказание филантропической помощи тем делам и благотворительным организациям, чья работа представляет собой гуманитарные цели, которые Инаара уже давно поддерживает.
В 2009 году Инаара стала послом программы ФИФА «Футбол ради надежды», чтобы продвигать высококачественную, устойчивую программу социального и гуманитарного развития, сосредоточенную на футболе, которая фокусируется на таких областях, как укрепление здоровья, построение мира, права детей и образование, борьба с дискриминацией, социальная интеграция и окружающая среда.

## Награды и признание
В сентябре 2006 года Инаара была награждена премией «Дня напоминаний» за её преданность делу, самоотверженность и неустанные усилия в борьбе с ВИЧ и СПИДом. Награду ей вручил бургомистр Клаус Воверайт в краснокирпичной ратуше Берлина во время церемонии «Дня напоминаний».
В январе 2007 года немецкий журнал «Gala» назвал её «человеком номер один» немецкого общества, в котором писалось: «В то время как другие женщины после расставания со своими влиятельными мужьями часто исчезают из общества бесследно, Её Высочество взлетела с 19-го места в прошлом году на первое. Она сохранила свою приверженность благотворительной деятельности и стильному внешнему виду и не сказала ни одного недоброго слова о своём муже, Ага-хане».